# Flota Świnoujście
Maillots
Le MKS Flota Świnoujście (Miejski Klub Sportowy Flota Świnoujście, à prononcer /ˈflɔta ɕfinoˈujɕt͡ɕɛ/) est un club polonais de football basé à Świnoujście et fondé le 17 avril 1957.

## Historique
- 17 avril 1957 : Fondation du club sous le nom de Wojskowy Klub Sportowy Flota Świnoujście
- 1986 : Le club est renommé Międzyzakładowy Klub Sportowy Flota Świnoujście

## Anciens joueurs célèbres
- Marcin Adamski, international polonais
- Arkadiusz Bąk, sélectionné pour la Coupe du monde 2002
- Krzysztof Mikuła, meilleur buteur du club